# Scorpiopidae
Famille
Les Scorpiopidae sont une famille de scorpions.

## Distribution
Les espèces de cette famille sont réparties en Asie du Sud-Est, en Asie du Sud et dans le Sud de l'Asie de l'Est,.

## Liste des genres
Selon The Scorpion Files (26/11/2020) :
- Parascorpiops Banks, 1928
- Scorpiops Peters, 1861

## Publication originale
- Kraepelin, 1905 : « Die Geographische Verbreitung der Scorpione. » Zoologische Jahrbücher, Abtheilung für Systematik, vol. 22, no 3, p. 321–364 (texte intégral).